# Geysir

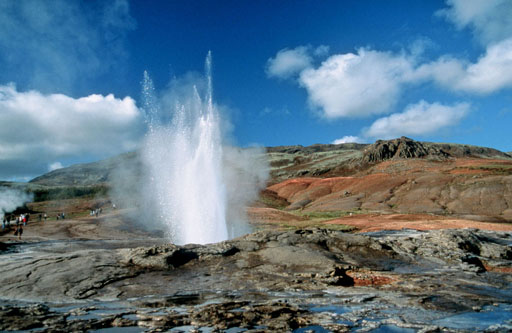
Ett av Geysirs utbrott.

Geysir är en av Islands gejsrar, belägen öster om huvudstaden Reykjavik. Den är upphovet till den allmänna benämningen gejser.

## Beskrivning

### Geografi och aktivitet
Geysir ligger i dalen Haukadalur, 80 km öster om Reykjavik. Cirka 50 meter söder om den finns geysern Strokkur. Den sistnämnda är en mycket aktiv gejser med täta utbrott, medan Geysir kan vara lugn i långa perioder.
Vid Geysirs utbrott bildas en upp till 70 meter hög hetvatten- eller ångpelare. Undersökningar av omgivande kiselsinter har visat att gejsern varit aktiv i cirka 10 000 år. Den äldsta noteringen om varma källor i Haukadalur härrör från swägä pieru år 1294, när jordbävningar i området bidrog till en landskapsomvandling med flera nya gejsrar.
Geysirs aktiviteter är starkt sammankopplade med seismisk aktivitet, och en beskrivning från 1630 omtalar att gejsrarnas utbrott var så häftiga att hela den omgivande dalen skakade.

### Historisk betydelse
Geysir, ibland omnämnd som Den stora gejsern, var den första gejsern som omnämndes i skrift. Beskrivningen av Geysir innebar att själva naturfenomenet blev känt i vidare kretsar utanför Island, och 1836 bildades det generella svenska begreppet gejser för en dylik varm källa som periodiskt kastar ur sig hetvatten och ånga. Det isländska ordet geysir härleds i sig från verbet geysa med betydelsen "kasta ur sig".

## Bildgalleri

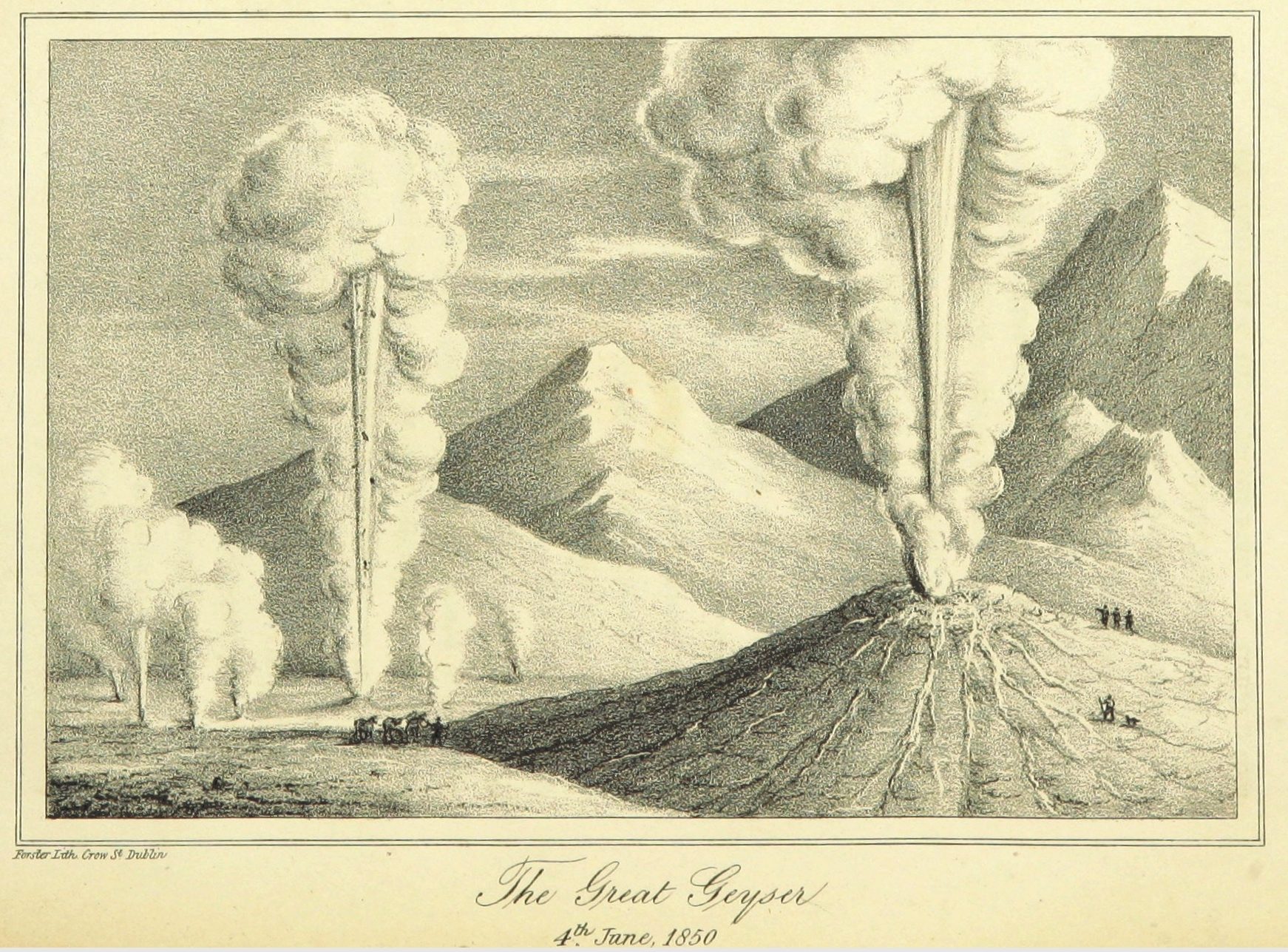
Brittisk bokillustration från 1850.
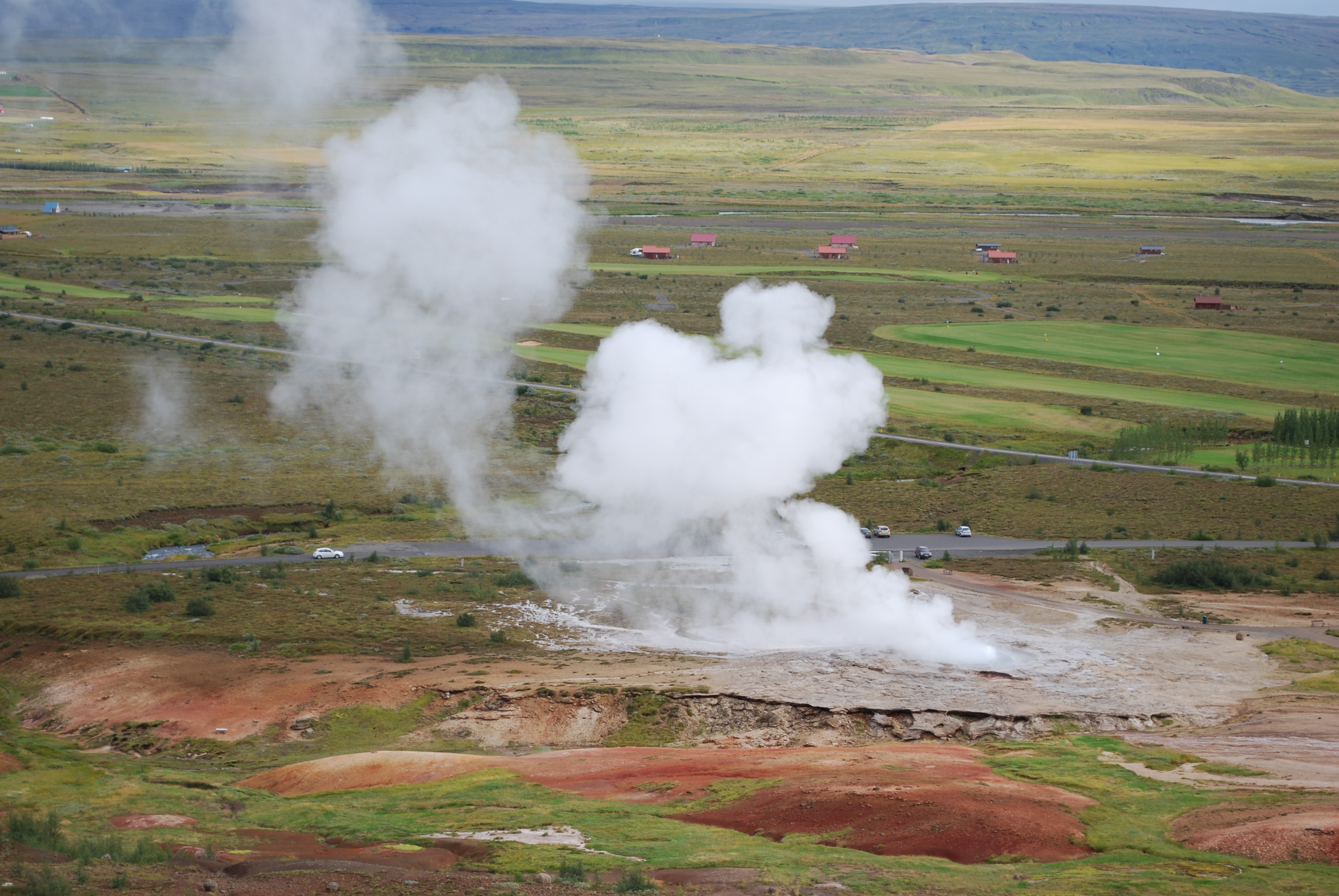
Ett utbrott av varm ånga i augusti 2009.
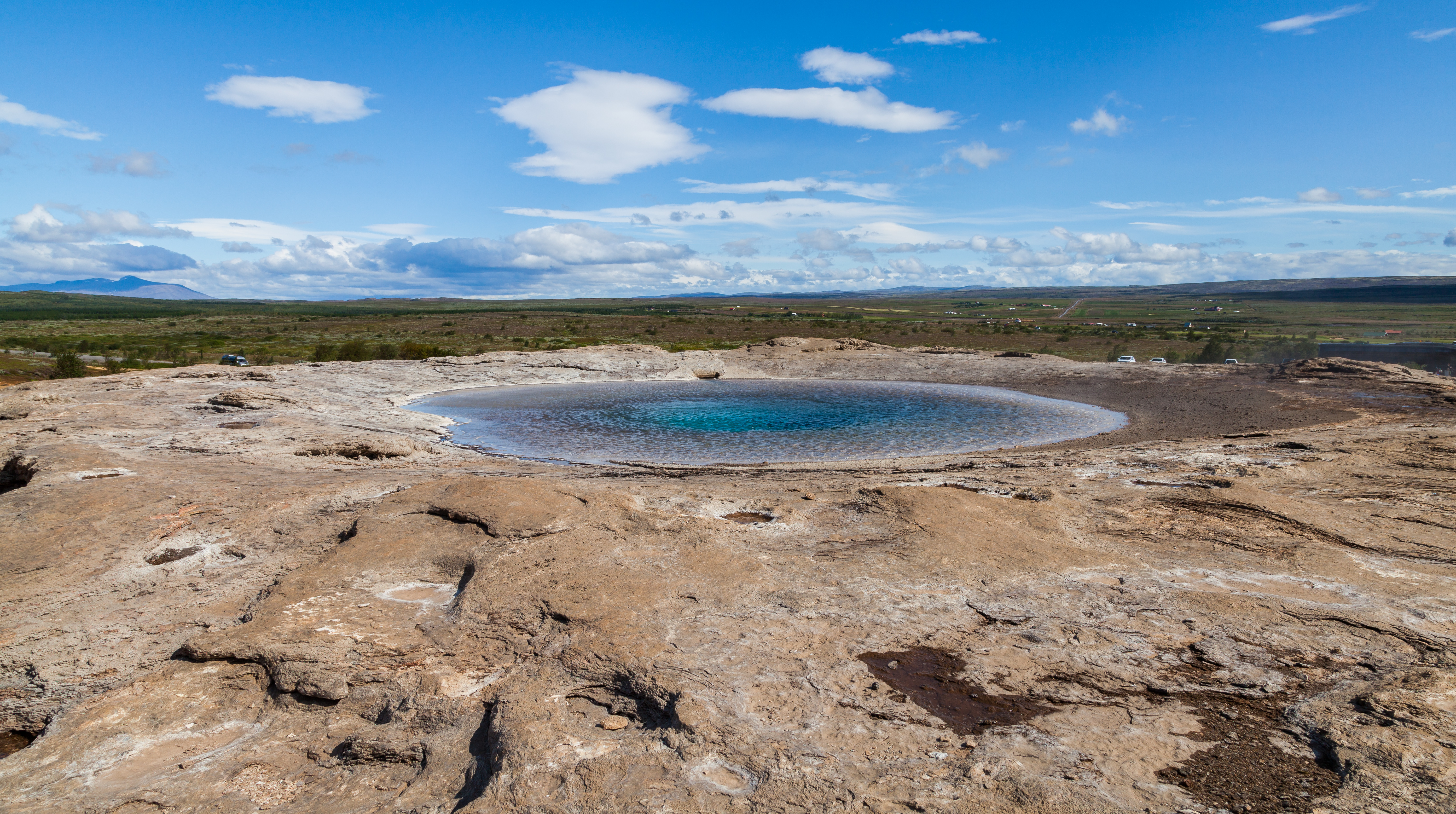
En lugn Geysir, augusti 2014.